# Galatasaray HDI Sigorta
Galatasaray HDI Sigorta es la sección de voleibol masculino de Galatasaray SK, un importante club deportivo de Estambul, Turquía. El Galatasaray juega sus partidos en el estadio de 7000 asientos del TVF Burhan Felek Sport Hall.

## Palmarés

### Competiciones nacionales
- Efeler League:
  - Campeones (4): 1970-1971, 1986-1987, 1987-1988, 1988-1989.
- Liga Turca de Voleibol Masculino:
  - Campeones (16) (récord): 1931-32, 1934-35, 1943-44, 1944-45, 1952-53, 1954-55, 1955-56, 1956-57, 1958-59, 1959-60, 1960-61, 1961-62, 1962-63, 1963-64, 1964-65, 1965-66
- Campeonato de Turquía:
  - Campeones (12): 1955, 1956, 1957, 1958, 1960, 1961, 1962, 1963, 1964, 1965, 1966, 1967
- Copa de Turquía:
  - Subcampeón (2): 2011-12, 2018-19
- Supercopa de Turquía:
  - Campeones (1):  2018-19

Competiciones en activo en negrita

### Competiciones internacionales
- CEV Champions League:
  - 4º Clasificado: 1967, 1972
- CEV Cup:
  - Subcampeón: 2019
- CEV Challenge Cup:
  - 4º Clasificado: 1992
- Copa de los Balcanes:
  - Campeón: 2016

## Entrenadores
| Periodo         | Nombre           |
| --------------- | ---------------- |
| 2006–2009       | Ali Ümit Hızal   |
| 2009–2012       | Işık Menküer     |
| 2012–2013       | Dragan Nešić     |
| 2013–2014       | Reşat Arığ       |
| 2014–2015       | Flavio Gulinelli |
| 2015–Actualidad | Nedim Özbey      |